# (591392) 2013 PE84
(591392) 2013 PE84 est un objet transneptunien faisant partie des cubewanos.

## Caractéristiques
2013 PE84 mesure environ 230 km de diamètre.